# Teichospora cruentula
Teichospora cruentula är en svampart som tillhör divisionen sporsäcksvampar, och som beskrevs av Pier Andrea Saccardo och Augusto Napoleone Berlese. Teichospora cruentula ingår i släktet Teichospora, och familjen Teichosporaceae. Arten är reproducerande i Sverige.